# Ulan Qonısbayev
Ulan Äbirbekulı Qonısbayev (in kazako Ұлан Әбірбекұлы Қонысбаев?, in russo Улан Абирбекович Конысбаев?, Ulan Abirbekovič Konysbaev; 28 maggio 1989) è un calciatore kazako, centrocampista dell'Atiraw.

## Carriera
Nel gennaio 2014 il giocatore si trasferisce dall'Astana allo Shakhter Karagandy. In quest'ultimo club ha già giocato in precedenza.
Il 7 giugno 2016, durante un'amichevole contro la Cina, subisce un serio infortunio ad una gamba.

## Palmarès

### Club
- Qazаqstan Prem'er Ligasy: 1

Şaxter Qaraǧandy: 2011
- Coppa del Kazakistan: 2

Astana: 2012
Qaýrat: 2015
- Supercoppa del Kazakistan: 2

Astana: 2011, 2015

### Individuale
- Calciatore kazako dell'anno: 1

2011